# 日本始鼠屬
日本始鼠（日语：ニホンエオミス，學名：Japaneomys），是一種已滅絕的小型齧齒類，生存於中新世前期的日本，化石出土於岐阜縣可兒市。

## 外部連結
- 小型齧歯類の固有種　木曽川河岸で化石発見[] - 中部経済新聞